# La Bourdinière-Saint-Loup

La Bourdinière-Saint-Loup este o comună în departamentul Eure-et-Loir, Franța. În 1 ianuarie 2022 avea o populație de 751 de locuitori.